# 何かとワイド面白地球
『何かとワイド面白地球』（なんかとワイドおもしろちきゅう）は、1983年11月1日から1984年9月25日までテレビ朝日系列局で放送されていたテレビ朝日製作のクイズ番組である。放送時間は毎週火曜 20:00 - 20:54 （日本標準時）。
前番組『新伍の笑エティ教室』から引き続き山城新伍が司会を務めていた。トップ賞獲得者には海外旅行を贈呈していた。